# Budapesti Hírlap (napilap, 1881–1938)
A Budapesti Hírlap 1881. június 16-tól jelent meg 1938-ig, mint konzervatív, nacionalista sajtóorgánum. Rákosi Jenő (1842–1929) alapította újra és 1881-től 1925-ig a főszerkesztője volt.

## Története
Szerkesztő volt még: Bókay János, Csajthay Ferenc, Csukássi József, Nadányi Emil, Ottlik György, Pogány Béla.
A lap egyik jelentős publicistája Nagy Emil volt.
1881. június 16-án Csukássi József elindított egy új politikai napilapot, a Budapesti Hírlapot. A lap címében ugyan budapesti, ám a rengeteg vidéki előfizető országos napilappá tette, bár eredetileg olvasóközönsége csak a középnemesi és a polgári rétegből került ki.
A Budapesti Hírlap egy konzervatív (a 67-es kiegyezés politikáját képviselte), nacionalista és soviniszta politikát képviselt, és legfőbb célja minden és mindenki magyarosítása volt. A lap iránya: „A Budapesti Hírlapnak soha semmi körülmények között se kormánylapnak, se pártlapnak nem szabad lennie. Az egész magyar közönség lapja legyen, független nemzeti irányú, jelszava: «a magyarságért!»” Ezt a szellemiséget követve, a lap annyira megerősödött, hogy az ország egyik legnagyobb példányszámú, legnépszerűbb napja lett, majd mikor 1925-ben a főszerkesztő, Rákosi Jenő kiválása után egyre jobban elszürkült, majd 1939-ben megszűnt.
Az 1867-es kiegyezéskor vált itthon szabad iparrá a nyomdászat. Viszont a népesség több mint ötven százaléka se írni, se olvasni nem tudott. Egyre nagyobb lett az igény a folyóiratokra, képes hetilapokra, könyvekre és napilapokra. Ekkor, és talán bizonyos szinten ennek köszönhetően is, megalakult a Budapesti Hírlap.
A Budapesti Hírlap munkatársai egytől egyig a Pesti Hírlapnál dolgoztak, ahonnan – máig sem tisztázott, miért – menesztették őket a Légrády testvérek. Ennek köszönhetően a Budapesti Hírlap meghatározta saját szerepkörét a Pesti Hírlap riválisaként: „régi Pesti Hírlap új szerkesztőséget kapott, melyben notórius kormánypárti hírlapírók vesznek részt”.

### A lap megalapítása
1881. május 26-án az Egyetértés című lapban egy nyilatkozat jelent meg:

„A Pesti Hírlap szerkesztői és dolgozótársai, és a kiadó cég Légrády Testvérek közt ismételve felmerült differenciák következtében az alulírott egész szerkesztőség a mai napon a nevezett lap szerkesztőségétől visszaléptünk… A jövő hó közepén kezdve Budapesti Hírlap cím alatt hasonló alakban és kiállításban s ugyanolyan előfizetési áron, ugyanazon szellemi és nemzeti politikai iránnyal, pártállásfoglalás nélkül a közönségünk szolgálatára politikai napilapot indítunk, melyre a régi »Pesti Hírlap« előfizetőinek s a t. Hazai közönségnek nagybecsű figyelmét és pártfogását kikérni bátorkodunk. A régi Pesti Hírlap szerkesztősége és összes munkatársai, a Budapesti Hírlap szerkesztőségének tagjai lesznek.”

– 
Kelt Budapesten, 1881. május 26-án.
                    Balogh Pál               Csukássi József
                    Berényi László         felelős szerkesztő
                    Kacziány Géza
                    Kürthy Emil
                    Rákosi Viktor
                    Szokolay Kornél        Kaas Ivor
                     dr. Wolf Vilmos       főmunkatárs

Kitűnő külső munkatársakat is foglalkoztattak, többek között Degré Alajost, Frankenburg Adolfot, Tolnai Lajost, Kazár Emilt és Vajda Viktort, akik szórakoztató cikkeket, folytatásos regényeket írtak, mivel a Budapesti Hírlap indulásakor azt is ígérte, hogy szórakoztató, gyors és hiteles, eredeti újságot fognak csinálni.
Tehát a Budapesti Hírlap felelős szerkesztője Csukássi József lett. Pár hét alatt szerzett egy jól felszerelt nyomdát, biztosította a papírt, szerkesztőségi helyet keresett, elintézte az engedélyeket és előteremtette az indításhoz szükséges 10 500 forintot.
Az anyagi ügyeket Zilahi Simon intézte. Ő nyerte meg Rákosi Jenőt, aki a kiadások nagy részét állta, az újságalapításhoz. A lap készítését Rudnyánszky Antónia nyomdája csinálta. (A nyomdát később Nagy Sándor, a cég művezetője, majd a Franklin-Társulat vette meg.)
Rákosi Jenő 1842. november 12-én született Acsádon, Vas megyében. Már fiatalon színdarabokat írogatott, és írói vénájának köszönhetően cikkeit több lap közölte. Felfigyelt rá Kemény Zsigmond, és a Pesti Naplónál alkalmazta újságírónak.
Miután elvégezte a jogi egyetemet, Rákosi 1869-ben megalapította a Reform című lapot, mely 1875-ben szűnt meg. Az V. László és az Aesopus című darabjai nagy sikert arattak színpadon is, ezért mikor megnyílt a Népszínház, őt kérték fel igazgatónak. Sok nagy egyéniséget, például Blaha Lujzát is ő indította el a pályán. Színházi szerződése épp lejáróban volt, mikor Csukássiék felkérték vezércikkírónak és társtulajdonosnak.
A szerkesztőséget hangsúlyozottan az újságírói szolidaritás jegyében szervezték meg.
A Budapesti Hírlap első száma 1881. június 16-án jelent meg.
Formája: Felül volt a nagy betűs cím; alatta: politikai napilap. Majd az előfizetési árak következtek: egész évre 14 forint, fél évre 7, negyed évre 3,50, egy hónapra 1 Ft 20kr. Egy szám ára 4 kr, vidéken 5 kr.
A lapfej közepén kiemelve a felelős szerkesztő neve: Csukássi József állt. Alatta: „Belváros, Erzsébet szálloda (egyetem utcza) II. emelet, hova a lap szellemi részét illető minden közlemény intézendő.”
A fej jobb oldalán: „Kiadóhivatal: Budapest, zsibárusutcza 7. sz. (szemben a főpostával) hova az előfizetések és a lap szétküldésére vonatkozó felszólalások intézendők. Hirdetések a kiadóhivatalban vétetnek föl.”
Az oldal alján tájékoztató adat állt: Mai számunk 20 oldalt tartalmaz.
A további számok általában 10, 12 oldalon jelentek meg, a kor szokása szerint a főlap 8 oldal és 2 vagy 4 oldal a melléklet.
A hetedik oldalon alul: „Kiadó és laptulajdonos: Csukássi József és társa.”
A nyolcadik oldalon alul: Rudnyánszky Antónia könyvnyomdájából.
A magán-, és „apró hirdetések” csak szeptember végén jelennek meg, addig az utolsó nyolc oldalon vállalati és üzleti hirdetés volt.
Az oldalak háromhasábosak, a szedésük és a nyomásuk is szép, gondos munkára mutat.
1881. július 31-én a kiadóhivatal a Haris-házba költözött, majd augusztus 2-án a szerkesztőség is követte.
A Budapesti Hírlap támadta a Pesti Hírlapot. Bizonyította, hogy a Pesti Hírlap kormánypárti, ami akkoriban nagy ellenszenvet váltott ki.
Ekkor alakul ki a B. H. -stílus, ami azzal kezdődött, hogy a lap a szavakban használt cz-ről (utcza, daczára…) áttért a sima c használatára, ez ekkoriban egy kisebb nyelvi forradalom kezdete volt.
1883-ban a lap átköltözött Vaskó Endre ügyvéd emeletes házába, a Kalap utca (mai Irányi utca) 16-ba. Rövid idő alatt övék lett az egész ház. Az emeleten volt a szerkesztőség, a földszinten pedig a kiadóhivatal Zilahi Simon vezetésével
1882 húsvétján eltűnt egy kis parasztlány, és az terjedt, hogy az ő keresztény vére kellett a húsvéti pászkasütéshez. A Budapesti Hírlap a „vérvád párt” szócsöve volt. A Pesti Hírlap természetesen a vérvádellenességet képviselte. A per egy évig tartott, és az összes újság rengeteget cikkezett róla, de ez mégis növelte a B.H. népszerűségét. A vádlottakat felmentették, de a lap népszerűségét ez nem csökkentette. Ekkoriban a friss híreket szinte csak az újság szállította. A Budapesti Hírlap olvasófogónak a lap elején közölte a tartalmat.

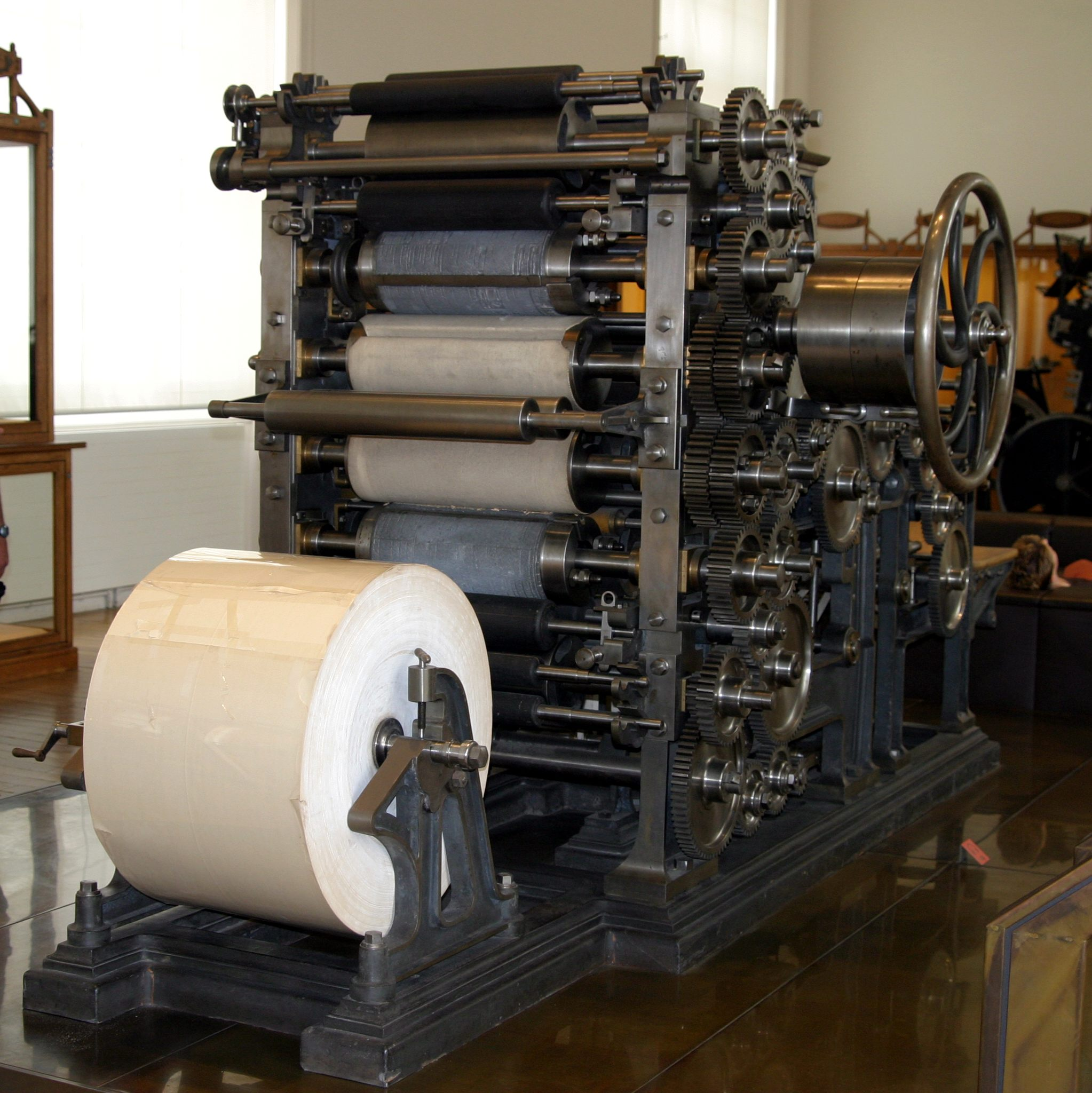
Marinoni-féle körforgógép, 1883

### Marinoni-féle körforgógép
A Budapesti Hírlap első példányait egy roskatag, kézzel hajtott gépen nyomták. Ezután következett a gyorssajtó, ami egy motorikus erővel hajtott nyomdagép, melynek teljesítménye háromszor volt nagyobb, mint az előzőnek.
Mikor a lap példányszáma tízezer fölé emelkedett, a nyomda vásárolt egy párizsi szerkezetű új Marinoni-féle gépet, melyet 1885. május 31-étől használtak. Ez volt Magyarországon az első francia körforgógép. Ez alkalomból az új gépnek egy egész mellékletet szántak:
„Ünnepbe öltözik tiszteletére a »Budapesti Hírlap« derék ólomfestékes népe. Hallom, hogy lapszedés után muzsika fog szólni s csapra fog veretni néhány hordó, hogy illő ováció közt kezdje meg a nyomdagépek királya a pályafutását… A Budapesti Hírlap büszke arra, hogy fennállása ötödik évében érte el, hogy rotációs gépen készüljön a lap, s ezzel megelőzte az idősebb Pesti Hírlapot.”
Ezzel elérték, hogy a lap nyomásához negyedannyi munkaerőre volt szükség. Ezt az tette lehetővé, hogy akkoriban már volt gyorsan száradó festék és fejlett sztereotípia. Emellett az új gépet gázmotor hajtotta, volt benne számoló szerkezet és hajtogató mű. Továbbá büszkék lehettek arra is, hogy, mint a világlapoknak, nekik is külön tudósítóik voltak Bécsben, Párizsban Huszár Imre, Belgrádban, Berlinben Végh Antal, Londonban Perlaky Elek, Konstantinápolyban, Rómában Fest Aladár, és alkalmanként még Dél-Amerikából is kaptak híreket. „Nem történik a világon semmi jelentékeny dolog anélkül, hogy a Budapesti Hírlap arról rögtön ne adjon hű és kimerítő tudósítást.”
Az oldalak mérete a mai lapokhoz hasonló volt: 28 • 40 cm, a korabeli lapok mérete 47 • 63 cm, kinyitva 94 • 63 cm.

### Az újságház
Az 1890-es évekre a lap példányszáma, a Pesti Hírlap mellett, a legmagasabb volt az országban, átlag napi 35 000 példány.
1891. május 27-én meghalt Csukássi József. Özvegyétől Rákosi megvásárolta az örökölt laprészt, így egyedüli tulajdonos lett, majd maga mellé vette szerkesztőnek Csajthay Ferencet.
Rákosi megbízta Czigler Győző építészt, műegyetemi tanárt, hogy tervezzen egy újságházat a Rökk Szilárd utca 4. alatt, a körút szomszédságában, amelyben elfér a szerkesztőség és a kiadó is, mellette pedig egy saját nyomda. Mindezt abból az indíttatásból, hogy akkoriban mindenki a millenniumi ünnepségekre készült. Díszes középületeket és exkluzív magánpalotákat építettek az országban mindenfelé.
1893. szeptember 8-án jelent meg a Budapesti Hírlap először a saját nyomdájában, 24 oldalas terjedelemben.
A ház tetején kovácsoltvas betűkkel ez állt: Budapesti Hírlap.
Az épület belsejébe pedig Rákosi aranybetűkkel kitette a nagy újságíró-elődök neveit: Bél Mátyás (Nova Posoniensia), Rát Mátyás (Magyar Hírmondó), Széchenyi István, Kemény Zsigmond, Deák Ferenc, Eötvös József és Kossuth Lajos.

### A szerkesztőség, a kiadóhivatal és a gépterem
A szerkesztőség a nagyvilági lapokhoz hasonlóan modern volt. (Pesten az első)
A felelős szerkesztő, és a főkönyvelő is külön szobában székelt. A harmadik szoba az újdonságok terme volt: ide futott be a telefonhírmondó, itt hallgatták a legújabb híreket.
A szerkesztőségnek több pesti vonala volt, és egy különvonal Bécsbe. Az újságíróknak 9 szoba volt fenntartva.
„Rákosi Jenő magas, szikár alak volt. Puritán természetű, a származás nála nem számított, de a lapnál csak jó hazafiak dolgozhattak. A szerkesztőségben jelen voltak a törökös magyar és kaszinótagok: Csajthay Ferenc, Inczédy László, báró Kaas Ivor, és ott volt a legdzsentribb dzsentri, a sváb származású, Herczeg Ferenc.” Továbbá Zolahi Simon és Barna Izidor.
Az új újságházban a kiadóhivatal az egész földszintet elfoglalta. A kiadót Zilahi Simon, most már mint igazgató vezette. „A kiadóhivatal fő feladata az előfizetők nyilvántartása volt, ami két nagyteremben folyt, külön a pesti és külön a vidéki megrendelőké.” A lap hétfőn 8 oldalon, hétköznap 16, vasárnap 24 oldalon jelent meg. Ez heti átlag 112 oldal volt, amiből 30-40 oldal csak a hirdetés. Feltételezések szerint az újságpalota a hirdetéspénzekből épülhetett fel.
Az újságpalota szuterénjében kaptak helyet a gyorssajtók, az ikerrotációs gép pedig az udvar pincéjében.
A lapot hajnali háromkor kezdték el nyomni. A rotációs gépnek automatikus számláló berendezése volt, mely a kinyomott mennyiséget mutatta. A gép két másodperc alatt leállítható volt.

### Reakció elleni munkásmozgalom
A Budapesti Hírlap az 1905-ös választásokkor a hazafias offenzíva szócsöve lett, ezzel együtt pedig az ellenzék célpontja.
„Este 7 órától ½ 9-ig a Budapesti Hírlapot a Rökk Szilárd utcai oldalon, valamint a József körúti részen ostromolták. Ablak, ajtó – bot és fejszecsapásoktól, kőzáportól döngött, s a Rökk Szilárd u. Csendes lakóit sűrű revolverlövések zaja riogatta. Az utcát az elvtársak sokasága lepte el, s iszonyú lármával tört-zúzott mindent…”
„Ma este a munkások a Népszava szerkesztősége előtt összegyűltek, s onnan forradalmi dalokat énekelve megjelentek a Budapesti Hírlap, a Pesti Hírlap, a Független Magyarország, a Polgár, a Magyarország, a Nap és a Budapest című lapok előtt, s ott a házak ablakait bezúzták.”

### Huszonöt éves a Budapesti Hírlap
Az évforduló alkalmából a Budapesti Hírlap 1906. június 3-án (pünkösdvasárnap) 248 oldalas „Jubileumi számot” adott ki. Ekkor a lapnak 35 ezres olvasótábora volt.
A lap súlya majdnem 1 kg volt, ami talán a magyar rekord. Az első oldal az évforduló tényét közölte. „Jubilálunk, de nem künt, nem az utcán, nem a piacon, csak itt bent a magunk otthonában, egymásközt és közönségünkkel… Elmondjuk szándékainkat és célzatainkat, melyek vezéreltek bennünket, és letesszük vallomásainkat egy ünnepi szám képében közönségünk kezébe… mi zászlónkra írtuk a magyar impériumot.” Rákosi szerint akkor a magyarkodásra azért volt szükség, mert a valamikori erős magyar nép „ma maga is elnyomott kis nemzet lett”, akit gyűlölnek és gyaláznak.
A második oldalon Apponyi Albert cikkét közölték.
A főlap 32 oldalas, az aktuális híreket hozta, a végén 9 oldal hirdetés, ebből 4 oldal az „apró”.
A főlap után következtek a mellékletek. Hat 32 oldalas, és egy 24 oldalas.
1. Melléklet.
Mottó: (minden melléklet elején van egy) Az első számban azt írtuk, hogy „igyekezni fogunk egy jó lapot csinálni”. – Ez, úgy érezzük, sikerült.
Leírja a lap indulási nehézségeit. Megemlékszik az alapító tagokról, majd felsorolja az új munkatársakat: dr. Rákosi Béla, Benedek Elek, Tóth Béla, Barna Izidor, Herczeg Ferenc…
Beszámol a lap technikai fejlődéséről
Rákosi 1896-ban indította új lapját, az Esti Újságot, melynek szerkesztője Barna Izidor lett.
A nyomda létszáma 130 fő volt. A lap leközölte a teljes névsort.
Megemlítik azt is, hogy a lap sok nemes cél érdekében gyűjtött, és az olvasók szívesen adakoztak.
2. Melléklet.
Címe: Tulipán-kert.
Részletesen foglalkozott a tulipán-mozgalommal: a magyar ipar pártolása az osztrák iparral szemben. A többi oldal irodalom.
3. Melléklet.
32 oldalas visszapillantás a magyar nemzet küzdelmeire.
4. Melléklet.
Mottó: „Gazdaggá, anyagilag erőssé és függetlenné kell tennünk hazánkat. Kossuth Ferenc.”
A nemzetgazdaság életét mutatta be. Sok ismertető cikk szólt a kis és nagy cégekről.
5. Melléklet.
Rákosi Viktor regénye 14 oldalon. A többi oldalon reklámírások.
6. Melléklet.
12 oldal közgazdaság, 20 oldal hirdetés.
7. Melléklet.
24 oldal friss hír, közlemény, fővárosi ügyek, zene, lóverseny és egyéb cikkek.
A 248 oldalból 83 volt a hirdetés

### A világháború
Rákosi végig támogatta a Tisza-kormányt, szította a háborús lelkesedést. Ez alaposan megtépázta a Budapesti Hírlap népszerűségét.
1914-ben Rákosi két fiát is bevonta lapvállalatába, és 1 millió 600 ezer korona alaptőkével részvénytársaságot alapított.
A háború közepén a Budapesti Hírlap anyagi gondokkal küszködött. Zilahi Simon igazgató menni kényszerült. A háború vége felé a lap látszólag behódolt a forradalomnak, azonban a Horthy-korszakban Rákosi nem állt teljesen a rendszer mellé, szót emelt a budapesti és vidéki terrorcselekmények ellen.
Rákosi a szerkesztőségben lassan elvesztette a vezető szerepét, majd belső harcok után 1925. január 6-án, az első oldalon egy hosszabb cikkben elköszönt olvasóitól és a laptól, melynek 43 éven át volt irányítója.